# Nadia El Yousfi
 (mai 2018).
Pour les articles homonymes, voir Yousfi.
Nadia El Yousfi, née le 1er février 1965 à Casablanca (Maroc) est une femme politique belge bruxelloise, membre du Parti socialiste (PS).
Elle est assistante sociale de profession.
Le 18 juillet 2019, elle quitte le Parti socialiste brièvement avant de réintégrer sa formation politique à la
suite d’une conciliation. Elle siège au Parlement bruxellois, au Parlement de la Communauté française et au Sénat.

## Fonctions politiques
- Membre du Parlement de la Région de Bruxelles-Capitale depuis le 29 juin 2004
  - déléguée à la Communauté française de Belgique depuis le 6 juin 2013
    - sénateur de la Communauté française (2014-)
- conseillère communale à Forest depuis 2006
- Echevine à Forest de 2006-2009

## Décoration
- Officier de l'ordre de Léopold (2024)[1]